# Lucio (rey)
San Lucio es, según una antigua tradición, el primero de los reyes de Britania que abrazó el cristianismo en tiempos del papa Eleuterio (170-185). San Lucio es además venerado como santo si bien se trata en realidad de un santo legendario, producto de una duplicidad hagiográfica con Lucio de Coria.